# Sven Ernkvist
Sven Magnus Ernkvist, född 24 februari 1891 i Skövde församling, Skaraborgs län, död 20 september 1978 i Högalids församling, Stockholm, var en svensk konstnär.
Han var son till målarmästaren Carl Ernkvist och Klara Ericsson och från 1916 gift med Jenny Sääf. Ernkvist studerade vid Tekniska skolan i Örebro 1907-1909 och vid Carl Wilhelmsons målarskola i Stockholm 1913-1915 samt under resor till Tyskland och Italien. Separat ställde han bland annat ut på Konstnärshuset i Stockholm och han medverkade i samlingsutställningar med Sveriges allmänna konstförening och Svenska konstnärernas förening på Konstakademien samt ett flertal gånger med Örebro läns konstförening. Hans konst består av landskapsmålningar. Ernkvist är representerad vid Moderna museet, Örebro läns museum, Östersunds museum och Hälsinglands museum.

### Fotnoter
1. ↑  Sveriges Dödbok SDB 1860–2016, USB, Version 7.10, Sveriges Släktforskarförbund (2016).
2. ↑  Moderna museet
3. ↑  Örebro läns museum